# Scinax flavoguttatus
Scinax flavoguttatus és una espècie de granota endèmica del Brasil.